# Contea di Madison (Florida)
La contea di Madison (in inglese Madison County) è una contea della Florida, negli Stati Uniti. Il suo capoluogo amministrativo è Madison.

## Geografia fisica
La contea ha un'area di 1.854 km² di cui il 3,35% è coperto d'acqua e confina con:
- Contea di Brooks - nord
- Contea di Lowndes - nord-est
- Contea di Hamilton - est
- Contea di Suwannee - sud-est
- Contea di Lafayette - sud-est
- Contea di Taylor - sud-ovest
- Contea di Jefferson - ovest

## Storia
La Contea di Madison fu creata nel 1827 e venne chiamata così in onore di James Madison, quarto presidenti degli USA, in carica dal 1809 al 1817. La piccola cittadina di Greenville fu la casa, durante la sua gioventù, del gigante del rhythm and blues Ray Charles.

## Città principali
- Madison
- Lee
- Greenville

## Politica
| Anno | Repubblicani | Democratici | Altri |
| ---- | ------------ | ----------- | ----- |
| 2004 | 50,5%        | 48,8%       | 0,8%  |
| 2000 | 49,3%        | 48,9%       | 1,8%  |
| 1996 | 39,3%        | 50%         | 10,7% |
| 1992 | 34,4%        | 45,4%       | 20,2% |
| 1988 | 56,6%        | 43,1%       | 0,3%  |